# Anita Kunz
Anita E. Kunz (1956, Toronto, Canadá) es una artista e ilustradora canadiense. Fue la primera mujer y la primera canadiense en hacer una exposición individual en la Biblioteca del Congreso en Washington D. C..

## Biografía
Kunz nació en Toronto, Ontario, y creció en Kitchener. En sus primeros trabajos estuvo influenciada por el estilo de ilustración de su tío, el ilustrador Robert Kunz, quien creaba artísticas ilustraciones para publicaciones educativas. Su trabajo le permitió descubrir el potencial de la ilustración como herramienta divulgativa de mensajes sociales, lo que la instó a estudiar en el Ontario College of Art, donde se graduó en 1978. Comenzó su carrera enviando algunos trabajos a distintas revistas de las que más tarde recibiría encargos publicitarios.
Kunz afirma que el estudio de las obras de artistas británicos como Sue Coe, Richard Mills e Ian Pollock le hizo comprender que la ilustración sería muy útil para expresar su personal punto de vista político o social. Como canadiense que reconoce hasta qué punto Canadá está inmerso en la cultura y la política estadounidenses y cree que es imperativo responder visualmente desde una perspectiva canadiense. En consecuencia, buscó trabajo en Estados Unidos y allí consiguió la mayoría de sus clientes.
En particular, llamó la atención del director de arte estadounidense Fred Woodward cuando le encargó una ilustración de Ray Charles para la revista Westward en 1982. Su descripción de Charles "con teclas de piano en lugar de dientes" superó las expectativas de Woodward e impulsó su relación laboral a través de sus transiciones a Texas Monthly, Regardie's y Rolling Stone. Para Woodward, Kunz era una opción obvia para ser uno de los dos artistas que ilustraban para su serie de la contraportada de la revista llamada "La historia del rock and roll", que se publicó entre 1988 y 1990.

## Trayectoria
Kunz ha vivido en Londres, Nueva York y Toronto, colaborando en revistas y trabajando para firmas de diseño, editoriales de libros y agencias de publicidad en Alemania, Japón, Suecia, Noruega, Canadá, Sudáfrica, Holanda, Portugal, Francia e Inglaterra. Sus numerosos clientes incluyen las revistas Time, Rolling Stone, Vanity Fair, The New Yorker, GQ, The New York Times, Sony Music y Random House Publishing. Ha ilustrado más de cincuenta portadas de libros y ha creado portadas e ilustraciones editoriales para muchas revistas, incluidas Rolling Stone, The New Yorker, Sports Illustrated, Time Magazine, Newsweek Magazine, Atlantic Monthly y The New York Times Magazine, ganando comisiones de hasta US$5.000. Kunz ha realizado para The New Yorker más de veinte portadas.
Ha tenido exposiciones desde 1987, cuando mostró una colección de sus obras en Canada House en Trafalgar Square, Londres. En 1997 presentó un espectáculo unipersonal en la oficina de Prensa Extranjera de la ciudad de Nueva York. En 1998 realizó una exposición individual en la Creation Gallery de Tokio. El Museo de Ilustración Estadounidense de la Sociedad de Ilustradores la honró con una retrospectiva de su trabajo a mitad de su carrera en 2002.
Kunz también se dedica a educar y ayudar a otros artistas. Ha realizado talleres de verano para el programa de Maestría en Artes en la Universidad de Syracuse en la Academia de Ilustración en Sarasota, Florida. También dirige talleres y da conferencias en universidades e instituciones como la Institución Smithsonian y la Facultad de Arte y Diseño de Corcoran en Washington D. C..
Sus pinturas y esculturas se han presentado en galerías en diferentes países, incluido el Museo Norman Rockwell en Massachusetts y la Asociación Cultural Teatrio en Roma, Italia.
En el otoño de 2003, Kunz fue la primera mujer y la primera canadiense en tener una exposición individual en la Biblioteca del Congreso en Washington, DC. La muestra se tituló Canadian Counterpoint y presentó una selección de 15 de las 22 pinturas que donó para una colección permanente en la Biblioteca del Congreso.
The National Post la ha nombrado una de las cincuenta mujeres canadienses más influyentes.
En 2007, Kunz fue admitido como miembro de la Royal Canadian Academy of Arts.
En 2017 fue incluida en el Salón de la Fama de la Sociedad de Ilustradores en el Museo de Ilustración Estadounidense de Nueva York. También fue "Miembro Honorario de Pintura JEH MacDonald 2017" en The Arts and Letters Club of Toronto.
En 2004, Canada Post utilizó ilustraciones de Kunz en sellos emitidos para el Año del Mono. El 5 de abril de 2018, Canada Post celebró a Kunz y a otros cuatro prolíficos ilustradores canadienses emitiendo una serie de sellos con sus obras. El número se llama Great Canadian Illustrators y se publicó en la Universidad OCAD.
Kunz ha escrito dos libros de arte, Another History of Art  publicado por Fantagraphics Books en la primavera de 2021 y Original Sisters: Portraits of Tenacity and Courage con un prólogo de Roxane Gay que se publicará en el otoño de 2021.
En 2021, Kunz habló sobre sus "retratos de mujeres anónimas y su visión igualmente feminista pero mucho más fantástica de la historia del arte" en The New Yorker Magazine.

## Premios
En 1997, Kunz recibió el premio Les Usherwood Lifetime Achievement Award del Club de Publicidad y Diseño de Canadá.
Recibió el Premio Hamilton King de la Sociedad de Ilustradores en 2003.
En 2009, Kunz fue nombrada Oficial de la Orden de Canadá "por sus contribuciones como ilustradora cuyos trabajos perspicaces han aparecido en publicaciones de todo el mundo". También recibió la Medalla del Jubileo de Diamante de la Reina Isabel II en 2012.
En 2010, Kunz recibió un doctorado honoris causa en Bellas Artes de su alma mater, la Universidad OCAD. El Colegio de Arte y Diseño de Massachusetts le otorgó un segundo DFA honorario en 2015.
En 2016, Kunz fue uno de los tres ganadores de los premios Golden AACE (Excelencia Creativa en Artes Aplicadas) de la revista Applied Arts. De las tres disciplinas principales cubiertas por la revista, Kunz ganó en la categoría Imagen.
Kunz fue reconocida nuevamente por su alma mater cuando fue una de las ganadoras de los premios Alumni of Influence Awards de 2017. Fue premiada como Alumna Distinguida.

## Colecciones permanentes
Hay colecciones permanentes de su trabajo en la Biblioteca del Congreso, los Archivos de Canadá en Ottawa, el Museo McCord en Montreal, el Museo de Arte Contemporáneo en Roma. Además, algunas de sus pinturas de portada de la revista Time están en la colección permanente de la Galería Nacional de Retratos del Smithsonian en Washington D. C.

## Influencias y valores
Kunz señala las obras del Renacimiento del Norte del pintor flamenco Rogier van der Weyden como una influencia para su estilo de ilustración. Una comparación de sus obras revelaría "las mismas formas alargadas, las mismas manos torcidas, los mismos tonos de piel que brillan como la perla y el peltre viejo. "Su trabajo es hermoso y espeluznante al mismo tiempo", dice Kunz". Las descripciones del trabajo de Kunz por parte de otros artistas confirman su compromiso con el detalle y su influencia flamenca. Milton Glaser, el diseñador gráfico estadounidense que inventó el logo de I Love New York, dijo que Kunz es "casi flamenca en su sentido del detalle y el acabado. También tiene un cierto sentido flamenco de lo grotesco." Françoise Mouly, editora de arte de The New Yorker y esposa de Art Spiegelman, expresó su afición por el "puro lujo de los detalles en el trabajo de Anita".
Dada la influencia de su tío y varios artistas británicos, Kunz se ha mostrado abierta a expresar sus valores como artista. Su objetivo es utilizar su arte para comunicar ampliamente conceptos que son novedosos y desafiantes. Kunz atribuye a la ilustración "el poder, potencialmente, de conmover emocionalmente a las personas y desafiarlas intelectualmente. Por su propia naturaleza, la ilustración puede cuestionar las convenciones y generar reacciones.” Para producir estos efectos, afirma que es crucial ser flexible y considerarse continuamente un estudioso de la naturaleza humana. Dado que utiliza su arte para comunicar mensajes sociales y políticos, también valora la integridad con respecto a las publicaciones que presentan su trabajo y, por lo tanto, rechaza los encargos que se oponen a las causas que defiende o que amenazan con comprometer sus valores.
A principios de la década de 2000, Kunz expresó repetidamente su preocupación de que las publicaciones se estaban enfocando más en la cultura de las celebridades y los anuncios comerciales que en temas intelectuales y conceptuales. Ella notó el cambio que comenzó a principios de la década de 1990 y esperaba que el enfoque político se reanudara después del 11 de septiembre. En cambio, su primer encargo después de los ataques fue un retrato de Britney Spears, y Kunz comenzó a notar que ella y otros artistas — como la fotógrafa estadounidense Susan Sontag y el dibujante estadounidense Michael Ramirez — enfrentaban restricciones a su libertad de expresión. Además de recibir más encargos de retratos de famosos que de personajes serios, los oficiales militares estadounidenses visitaron periódicamente su sitio web después de publicar su ilustración de portada de abril de 2003 de George W. Bush como jeque del petróleo para The American Prospect . El alejamiento de las opiniones políticas fuertes afectó la selección de las obras de Kunz para su exposición individual en la Biblioteca del Congreso; la mayoría de las quince selecciones son retratos de celebridades. La publicista de Kunz, Laura Goldstein, declaró que "toda la exhibición se llama Contrapunto canadiense, pero todavía están seleccionando qué es el 'Contrapunto'". A pesar de su preocupación, la propia Kunz expresó con confianza su creencia de que "la necesidad de una ilustración astuta, sugerente e intelectual nunca cesará".